# Remontowa Shipbuilding
Remontowa Shipbuilding SA, ex Cantiere Nord (polacco: Stocznia Północna) è un cantiere navale di Danzica, la cui attività principale è la costruzione di imbarcazioni di piccole e medie dimensioni. Fa parte del gruppo Remontowa.

## Storia
Il cantiere è stato fondato nel giugno del 1945, come cantiere navale numero 3, nelle aree occupate precedentemente allo scoppio del secondo conflitto mondiale dalla Danziger Waggonfabrik DWF, la cui attività di costruzione e riparazione di carri ferroviari era incominciata il 10 ottobre 1899, quando Danzica faceva parte dell'Impero tedesco.
Dopo la fine della prima guerra mondiale, dalla quale l'Impero tedesco era uscito sconfitto, con il trattato di Versailles, Danzica divenne, con l'istituzione del cosiddetto corridoio di Danzica, una città libera sotto il controllo indiretto della Società delle Nazioni e la fabbrica di vagoni venne controllata dalla società che era subentrata nel controllo dell'ex Cantiere navale imperiale comunemente indicata con il suo nome semplificato in tedesco di Danziger Werft.
La fabbrica a partire dalla metà degli anni venti oltre alla costruzione e alla riparazione di carri ferroviari, ha ampliato le sue attività alla produzione di tram e filobus.
Dal 1925 venne avviata nella fabbrica la produzione di tram che dal 1928 vennero prodotti per la capitale polacca Varsavia, con il primo lotto di 26 veicoli consegnati nel 1929, il secondo nel 1930 di 21 veicoli e l'ultima consegna di 20 vetture avvenuta nel 1939.
Dopo lo scoppio della seconda guerra mondiale la città di Danzica venne incorporata alla Germania il 2 settembre 1939, il giorno dopo l'inizio della Campagna di Polonia e nel 1944-45, per ordine della Kriegsmarine, furono prodotti cacciasommergibili (lunghezza: 34,9 m, potenza: 7.500 bhp, dislocamento: circa 100 tonnellate, velocità massima: 42 nodi). Sono stati varati 8 esemplari e altri 90 erano stati programmati. Nella fabbrica sono stati prodotti anche barchini esplosivi senza equipaggio controllati a distanza.
Dopo la seconda guerra mondiale con la sconfitta tedesca la città di Danzica venne incorporata alla Repubblica Popolare di Polonia e il 14 giugno 1945, il dipartimento marittimo del ministero dell'Industria ha costituito l'Unione cantieri navali polacchi (in polacco: Zjednoczone Stocznie Polskie; acronimo: ZSP) con sede a Danzica. Le prime decisioni furono quelle di nominare commissioni incaricate di subentrare ai russi nei cantieri da loro occupati; queste attività furono completate il 30 agosto 1945 e coinvolgevano la gestione di 11 cantieri che operavano prima della guerra nella Città Libera di Danzica. Queste imprese erano così numerate:
- Cantiere n. 1 - ex cantiere navale di Danzica (Danziger Werft)
- Cantiere n. 2 - ex cantiere navale Schichau
- Cantiere n. 3 - ex fabbrica di vagoni
- Cantiere n. 4 - ex cantiere navale Wojan.

Inizialmente venne ipotizzato l'uso, nei primi anni, dei soli impianti di maggiori dimensioni, principalmente per le riparazioni navali, è stato individuato nell'ex Danziger Werft quello con le maggiori potenzialità e in tale stabilimento il 13 settembre 1945 sono state avviate le prime riparazioni navali. Allo stesso tempo le costruzioni navali vennero avviate negli altri stabilimenti di Danzica. Nel Cantiere navale numero 2 vennero costruiti ponti e strutture in acciaio e motori a vapore. Nel Cantiere navale numero 3 si procedette alla costruzione di pescherecci e scialuppe di salvataggio per la Marina polacca e nel Cantiere numero 4 venne avviata la ristrutturazione di chiatte e navi fluviali. Nel 1946, fu deciso che l'industria della costruzioni navali dovesse svilupparsi come parte di un'economia pianificata a livello nazionale.
Nel 1950, conformemente all'ordinanza del Ministro della navigazione del 20 febbraio, l'Unione cantieri navali polacchi venne trasformata in Industria Centrale di costruzioni navali (in polacco: Centralny Zarząd Przemysłu Okrętowego; acronimo: CZPO) che raggruppava quattro imprese di proprietà statale: Cantiere navale di Danzica, Cantiere navale settentrionale (ex fabbrica vagoni), Cantiere navale di Gdynia e Cantiere navale di Stettino. Il cantiere venne intitolato agli eroi di Westerplatte.
Nel 1951, il cantiere navale cominciò a specializzarsi nella costruzione di pescherecci e nella produzione di carpenteria navale. Nel 1955, incominciò la collaborazione, che durò fino ai primi anni novanta, con le marine di Polonia, Unione Sovietica, Bulgaria, Jugoslavia e Repubblica Democratica Tedesca. Durante questo periodo vennero costruite principalmente navi militari e unità specializzate, principalmente navi da sbarco, tra cui quelle della Classe Polnocny, navi scuola e piccole corvette, motocannoniere e motosiluranti. Allo stesso tempo sono stati prodotti pescherecci specializzati.
In seguito alla caduta in Polonia del regime comunista, gli anni novanta hanno determinato un cambiamento radicale del profilo del cantiere, che ha comportato il passaggio alla produzione di navi portacontainer per la Germania e la Nigeria. Nel 1993 è avvenuto un cambiamento societario, passando da impresa statale in società per azioni. Nella seconda metà del secondo decennio degli anni novanta la produzione del cantiere è stata ampliata con la costruzione di piccole navi passeggeri e rimorchiatori.
Nel 2001 il cantiere Remontowa di Danzica, specializzato nelle riparazione navali venne totalmente privatizzato, dando vita al gruppo Remontowa, che nel 2003 ha acquisito il Cantiere Nord.
Dal 2011 la denominazione del cantiere è cambiata in Remontowa Shipbuilding SA.
Nal 2018, il cantiere navale eseguì ordini per la Marynarka Wojenna e per armatori privati, impiegò circa 850 lavoratori.

## Incidente del 1980
Il 18 giugno 1980, su una nave da pesca per il tonno costruita per l'URSS, durante il trattamento di preparazione per la verniciatura, a causa di un'esplosione di gas 18 impiegati del cantiere e della compagnia "Malmor" sono morti e altri 10 hanno subito gravi ferite.